# دايفيد هرنانديز دي لا فيوينت
دايفيد هرنانديز دي لا فيوينت (بالإسبانية: David Hernández de la Fuente)‏ هو مترجم وكاتب إسباني، ولد في 1974 في مدريد في إسبانيا.